# Armour Inlet
Das Armour Inlet ist eine vereiste Bucht an der Nordseite der Siple-Insel vor der Bakutis-Küste des westantarktischen Marie-Byrd-Lands. Sie liegt unmittelbar westlich der Armour-Halbinsel.
Eine grobe Positionsbestimmung wurde anhand von Luftaufnahmen durchgeführt, die im Januar 1947 im Rahmen der Operation Highjump (1946–1947) entstanden. Das Advisory Committee on Antarctic Names benannte die Bucht nach dem Armour Institute of Technology in Chicago, das die United States Antarctic Service Expedition (1939–1941) beim Kauf des Snow Cruiser finanziell unterstützt hatte.